# Gilbert Smithson Adair
Gilbert Smithson Adair FRS (1896–1979) fue un bioquímico pionero de las proteínas quien usó mediciones de presión osmótica para establecer que la hemoglobina era una proteína tetramérica bajo condiciones fisiológicas. Esa conclusión lo llevó a ser el primero en identificar uniones cooperativas, en el contexto de las uniones al oxígeno de la hemoglobina.
Adair era aborigen de Whitehaven, Inglaterra, y fue en gran parte escolarizado en casa. En 1915, entró al King's College, Cambridge, se graduó con un título de primera clase en ciencias naturales en 1917. Durante la guerra, trabajó en la Junta de Investigación de Alimentos, que buscaba métodos para conservar los alimentos en buques de carga. En 1920, se convirtió en un estudiante de investigación en el King's College, y fue nombrado miembro oficial en 1928, otorgándole cinco años de subsidios para dedicarse a la investigación. En 1931, se convirtió en director asistente del Laboratorio Fisiológico de Cambridge. Fue profesor adjunto de Biofísica desde 1945 hasta su jubilación en 1963.

## Algunas publicaciones
- walter Stiles, gilbert Smithson Adair. 1931 A Note on Diffusion in Gelatine Gels. Journ. Amer. Chem. Soc. 58, 619-620

## Honores
Miembro de
- de la Royal Society, en 1939